# سيمرش
سيمرش هولدنجز المحدودة (بالإنجليزية: Semrush Holdings, Inc)‏ هي شركة عامة أمريكية توفر منصة سيمرش للبرمجيات كخدمة (SaaS). تستخدم المنصة عادةٍ لأبحاث الكلمات الرئيسية وبيانات تصنيف المواقع على الإنترنت، بما في ذلك المقاييس مثل حجم البحث وأبحاث الكلمات الرئيسية وتكلفة النقرة. كما تقوم المنصة بجمع معلومات حول الكلمات الرئيسية على الإنترنت التي يتم جمعها من محركات البحث جوجل وبينغ. إُطِلاقت المنصة من قبل شركة سيمرش هولدنجز المحدودة، المقرها في بوسطن والتي تأسست من قبل أوليغ شتشيغوليف ودميتري ميلنيكوف.
اعتبارًا من عام 2022، تُضم الشركة أكثر من 1000 موظف وتمتلك مكاتب في برشلونة وبلغراد وبرلين ويريفان وليماسول وبراغ ووارسو وأمستردام وأوستن وبوسطن ودالاس وفيلادلفيا وتريفوس. طُرحت في البورصة في مارس 2021 وتتداولها بالرمز في بورصة نيويورك: SEMR.